# Johanna Terwin
Johanna Terwin (18 de marzo de 1884 - 4 de enero de 1962) fue una actriz teatral y cinematográfica alemana, esposa del actor teatral Alexander Moissi.

## Biografía
Nacida en Kaiserslautern, Alemania, debutó como actriz teatral en 1904 en el Stadttheater de Passau, trabajando después en teatros de Zúrich y Munich, actuando a partir de 1911 en Berlín, en el Deutsches Theater Berlin, el Berliner Theater y el Theater am Schiffbauerdamm.
Entre las diferentes obras en las que actuó figuran la producción de Max Reinhardt Sumurun (papel del título, 1911), Romeo y Julieta (Julieta, 1912), Hamlet (Ofelia, 1912), Arzt am Scheideweg (de George Bernard Shaw, 1912), Despertar de Primavera (1913), Espectros (1914), Minna von Barnhelm (1914) y varias otras. 
En esa época también actuó en varias películas mudas, trabajando en algunas junto a Alexander Moissi, con el que se casó en 1919.
En los años 1920 se fue a Viena, ciudad en la que formó parte del elenco del Theater in der Josefstadt.  En 1920 y 1921 el matrimonio actuó en Jedermann, obra representada en el Festival de Salzburgo. A partir de entonces solo actuó ocasionalmente en el cine. Finalizada la Segunda Guerra Mundial, en 1950 volvió a los escenarios en el Deutsches Theater Göttingen, y en 1953 actuó en el Wuppertaler Bühnen y en el Volkstheater de Viena. Tras 15 años de ausencia, en 1957 volvió a actuar en el Renaissance-Theater de Berlín, encarnando a una cortesana en Gigi.
Johanna Terwin falleció en Zürich, Suiza, en 1962.

## Filmografía
| - 1913: Heimat und Fremde - 1913: Das schwarze Los - 1915: Lache Bajazzo - 1915: Der falsche Schein - 1915: Paragraph 14 B.G.B. - 1917: Lehrer Matthiesen - 1918: Pique Dame - 1918: Der ewige Zweifel | - 1918: Kain (4 partes) - 1933: Tausend für eine Nacht - 1936: Blumen aus Nizza - 1936: Ernte / Die Julika - 1937: Premiere - 1938: Die unruhigen Mädchen - 1942: Sommerliebe - 1958: Frauensee |